# Palanjek Pokupski
Palanjek Pokupski falu Horvátországban, Sziszek-Monoszló megyében. Közigazgatásilag Lekenikhez tartozik.

## Fekvése
Sziszek városától légvonalban 15, közúton 20 km-re északnyugatra, községközpontjától 4 km-re délre a megyehatár közelében, erdőktől körülvéve fekszik.

## Története
Területe már a római korban is lakott volt, ezt bizonyítja a Gradina nevű magaslaton és az alatta fekvő réten található ősi település maradványa. A mai település 1707-ben szerepel először írásos forrásban „Palank Letovanich” alakban. Valószínűleg a 17. század második felében a török veszély csökkenésével telepítették be boszniai szerbekkel. A falu 1773-ban az első katonai felmérés térképén „Dorf Polyanek” néven szerepel. A településnek 1857-ben 97, 1910-ben 167 lakosa volt. 1918-ban az új szerb-horvát-szlovén állam, majd később Jugoszlávia része lett. A második világháború idején a Független Horvát Állam része volt. 1941 júliusában az usztasák mintegy száz szerb személyt szedtek össze a településen és a glinai pravoszláv templomba szállították, ahol később meggyilkolták őket. A háború után a béke időszaka köszöntött a településre. Enyhült a szegénység és sok ember talált munkát a közeli városokban. A falu 1991. június 25-én a független Horvátország része lett. 2011-ben 9 lakosa volt.

## Népesség
| Lakosság változása | Lakosság változása | Lakosság változása | Lakosság változása | Lakosság változása | Lakosság változása | Lakosság változása | Lakosság változása | Lakosság változása | Lakosság változása | Lakosság változása | Lakosság változása | Lakosság változása | Lakosság változása | Lakosság változása | Lakosság változása |
| ------------------ | ------------------ | ------------------ | ------------------ | ------------------ | ------------------ | ------------------ | ------------------ | ------------------ | ------------------ | ------------------ | ------------------ | ------------------ | ------------------ | ------------------ | ------------------ |
| 1857               | 1869               | 1880               | 1890               | 1900               | 1910               | 1921               | 1931               | 1948               | 1953               | 1961               | 1971               | 1981               | 1991               | 2001               | 2011               |
| 97                 | 142                | 141                | 141                | 150                | 167                | 162                | 173                | 151                | 150                | 135                | 84                 | 51                 | 40                 | 17                 | 9                  |

## Nevezetességei
- A falutól délre fekvő Gradina nevű magaslaton nagyméretű, valószínűleg római gyártású téglákat, az alatta fekvő réten homokból és agyagból készített habarcsanyag maradványait találták. a helyi lakosok elmondása szerint e helyről számos téglatöredék is előkerült, melyek ókori településre utalnak.
- 1920-ban épített védett fa lakóház a 6. szám alatt.